# Saint-André-d'Embrun
Pour les articles homonymes, voir Saint-André.
Saint-André-d'Embrun est une commune française située dans le département des Hautes-Alpes, en région Provence-Alpes-Côte d'Azur.

## Géographie

### Communes limitrophes
| Châteauroux-les-Alpes | Saint-Clément-sur-Durance | Risoul  |
| Embrun                | Saint-André d'Embrun      | Vars    |
|                       | Saint-Sauveur             | Crévoux |

### Climat
Pour des articles plus généraux, voir Climat de Provence-Alpes-Côte d'Azur et Climat des Hautes-Alpes.
En 2010, le climat de la commune est de type climat des marges montargnardes, selon une étude du Centre national de la recherche scientifique s'appuyant sur une série de données couvrant la période 1971-2000. En 2020, Météo-France publie une typologie des climats de la France métropolitaine dans laquelle la commune est exposée à un climat de montagne ou de marges de montagne et est dans la région climatique Alpes du sud, caractérisée par une pluviométrie annuelle de 850 à 1 000 mm, minimale en été.
Pour la période 1971-2000, la température annuelle moyenne est de 9,3 °C, avec une amplitude thermique annuelle de 18,2 °C. Le cumul annuel moyen de précipitations est de 910 mm, avec 7,3 jours de précipitations en janvier et 5,9 jours en juillet. Pour la période 1991-2020, la température moyenne annuelle observée sur la station météorologique de Météo-France la plus proche, « Embrun », sur la commune d'Embrun à 4 km à vol d'oiseau, est de 11,1 °C et le cumul annuel moyen de précipitations est de 732,6 mm. 
La température maximale relevée sur cette station est de 38,4 °C, atteinte le 28 juin 2019 ; la température minimale est de −19,1 °C, atteinte le 9 janvier 1985,,.
Les paramètres climatiques de la commune ont été estimés pour le milieu du siècle (2041-2070) selon différents scénarios d'émission de gaz à effet de serre à partir des nouvelles projections climatiques de référence DRIAS-2020. Ils sont consultables sur un site dédié publié par Météo-France en novembre 2022.

## Urbanisme

### Typologie
Au 1er janvier 2024, Saint-André-d'Embrun est catégorisée commune rurale à habitat dispersé, selon la nouvelle grille communale de densité à 7 niveaux définie par l'Insee en 2022.
Elle est située hors unité urbaine. Par ailleurs la commune fait partie de l'aire d'attraction d'Embrun, dont elle est une commune de la couronne,. Cette aire, qui regroupe 12 communes, est catégorisée dans les aires de moins de 50 000 habitants,.

### Occupation des sols
L'occupation des sols de la commune, telle qu'elle ressort de la base de données européenne d’occupation biophysique des sols Corine Land Cover (CLC), est marquée par l'importance des forêts et milieux semi-naturels (79,7 % en 2018), une proportion sensiblement équivalente à celle de 1990 (79,9 %). La répartition détaillée en 2018 est la suivante : 
forêts (50,5 %), espaces ouverts, sans ou avec peu de végétation (15,3 %), milieux à végétation arbustive et/ou herbacée (13,9 %), prairies (10,6 %), zones agricoles hétérogènes (9,7 %).
L'évolution de l’occupation des sols de la commune et de ses infrastructures peut être observée sur les différentes représentations cartographiques du territoire : la carte de Cassini (XVIIIe siècle), la carte d'état-major (1820-1866) et les cartes ou photos aériennes de l'IGN pour la période actuelle (1950 à aujourd'hui).

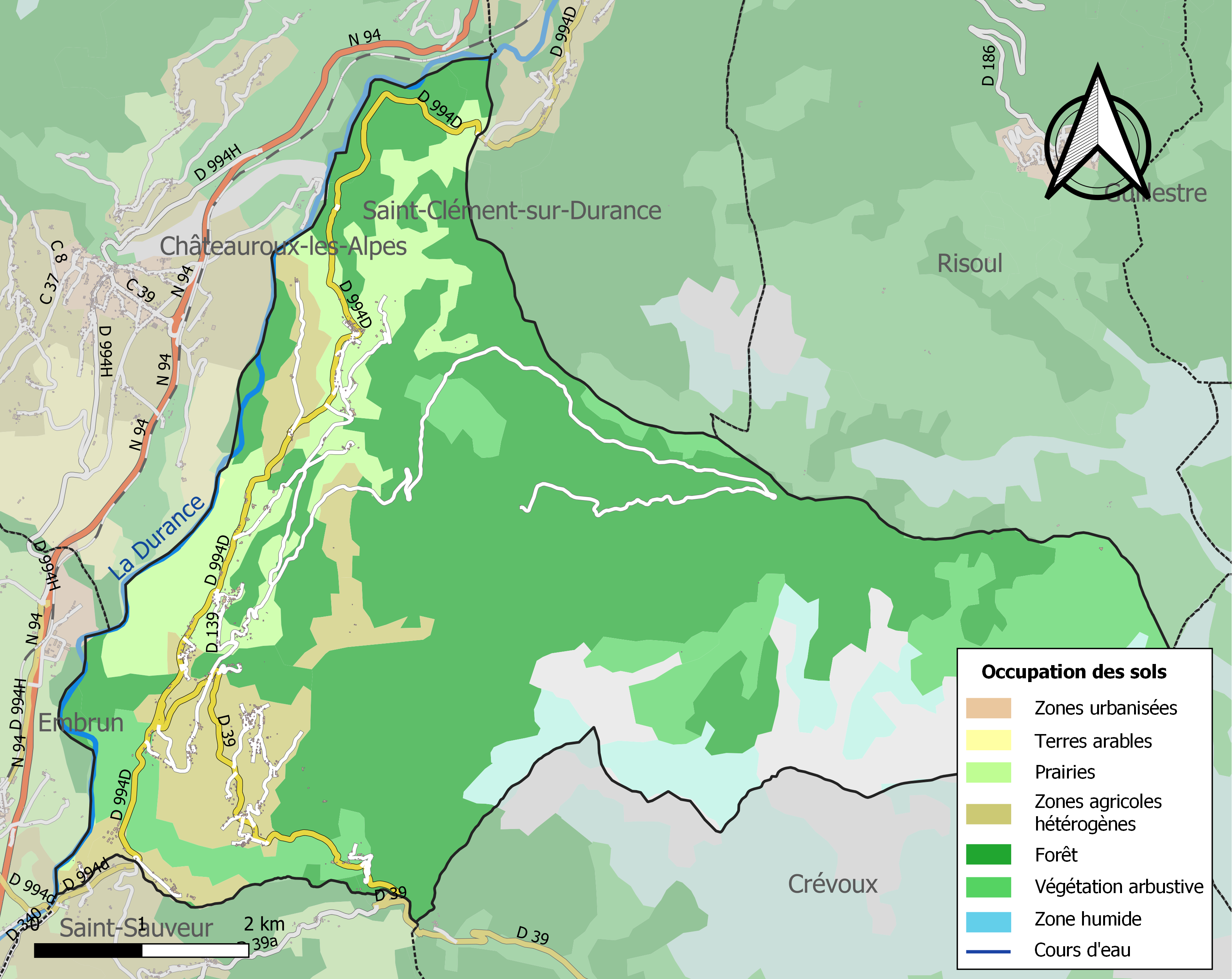
Carte de l'occupation des sols de la commune en 2018 (CLC).

## Toponymie
Le nom de la localité est attesté sous la forme latine Sanctus Andrea au XIIIe siècle dans le cartulaire de l'abbaye de Valbonne et en 1284 dans les archives de l'évêché d'Embrun.
Sant Andreu d'Ambrun en occitan.
Ce nom désigne une paroisse dédiée à saint André, un des apôtres de Jésus-Christ.

## Histoire
Au Moyen Âge, Saint-André appartient au mandement de Terre-Commune, rassemblant également les actuels territoires d'Embrun et de Saint-Sauveur. Le Dauphin et l'archevêque d'Embrun possédaient à titre égal le territoire.
En 1723, des glissements de terrain se produisent à l’ouest du hameau de Siguret, qui provoquent la disparition d’une source. D’autres glissements ont lieu l’année suivante, une partie du versant du mont Orel, de 800 mètres de large et s’étageant sur un dénivelé allant de 900 à 1600 mètres d’altitude, est descendu vers la route entre le village et le hameau de Siguret. Des maisons ont été emportées, et une grande superficie de terres cultivables a disparu. Ce glissement de terrain aurait été provoqué par la déforestation et les infiltrations venant d’un canal d’irrigation.

## Politique et administration

### Liste des maires
| Période                                  | Période       | Identité           | Étiquette | Qualité                                                                                    |
| ---------------------------------------- | ------------- | ------------------ | --------- | ------------------------------------------------------------------------------------------ |
| Les données manquantes sont à compléter. |               |                    |           |                                                                                            |
| Janvier 1852                             | Avril 1855    | André Queyras      |           | Avocat                                                                                     |
| Juin 1855                                | Novembre 1862 | Jean Joseph Rey    |           | Cultivateur                                                                                |
| mars 2001                                | mars 2014     | Marc Zanetto       | PR-UDI    | Comptable                                                                                  |
| mars 2014                                | mai 2020      | Jacques Gasquet    | DVD       | Retraité Ancien membre du bureau communautaire de la communauté de communes de l'Embrunais |
| mai 2020                                 | En cours      | Jean Marie Melmont |           | Retraité                                                                                   |

### Intercommunalité
Saint-André-d'Embrun a fait partie, jusqu'en 2016, de la communauté de communes de l'Embrunais. Depuis le 1er janvier 2017, elle est rattachée à la communauté de communes de Serre-Ponçon.

## Population et société

### Démographie
L'évolution du nombre d'habitants est connue à travers les recensements de la population effectués dans la commune depuis 1793. Pour les communes de moins de 10 000 habitants, une enquête de recensement portant sur toute la population est réalisée tous les cinq ans, les populations de référence des années intermédiaires étant quant à elles estimées par interpolation ou extrapolation. Pour la commune, le premier recensement exhaustif entrant dans le cadre du nouveau dispositif a été réalisé en 2004.

En 2022, la commune comptait 708 habitants, en évolution de +9,6 % par rapport à 2016 (Hautes-Alpes : +0,4 %, France hors Mayotte : +2,11 %).
| 1793  | 1800 | 1806  | 1821  | 1831  | 1836 | 1841 | 1846 | 1851 |
| ----- | ---- | ----- | ----- | ----- | ---- | ---- | ---- | ---- |
| 1 020 | 958  | 1 002 | 1 022 | 1 051 | 996  | 974  | 910  | 938  |

| 1856 | 1861 | 1866 | 1872 | 1876 | 1881 | 1886 | 1891 | 1896 |
| ---- | ---- | ---- | ---- | ---- | ---- | ---- | ---- | ---- |
| 920  | 856  | 835  | 788  | 782  | 792  | 781  | 703  | 697  |

| 1901 | 1906 | 1911 | 1921 | 1926 | 1931 | 1936 | 1946 | 1954 |
| ---- | ---- | ---- | ---- | ---- | ---- | ---- | ---- | ---- |
| 629  | 644  | 618  | 585  | 549  | 541  | 519  | 471  | 440  |

| 1962 | 1968 | 1975 | 1982 | 1990 | 1999 | 2004 | 2006 | 2009 |
| ---- | ---- | ---- | ---- | ---- | ---- | ---- | ---- | ---- |
| 412  | 415  | 361  | 462  | 417  | 495  | 587  | 656  | 625  |

| 2014 | 2019 | 2022 | - | - | - | - | - | - |
| ---- | ---- | ---- | - | - | - | - | - | - |
| 650  | 692  | 708  | - | - | - | - | - | - |

## Économie
Un projet de carrière (extraction de graviers) de la société Routière du Midi dans le lit de la Durance a suscité la polémique en 2012. Il concerne l'exploitation annuelle de 100 000 à 150 000 tonnes de matériau sur 22 années. Il est reproché à ce projet de risquer d'affecter les activités liées à la pratique des sports d'eau vive sur la Durance (notamment le site de la vague du Rabioux), à la pratique de la pêche et au tourisme en général. Des préoccupations d'ordre écologique et de nuisance liées au passage de nombreux camions, notamment sur la commune voisine de Châteauroux-les-Alpes ont également été exprimées.

## Culture locale et patrimoine

### Lieux et monuments
- Lac de Siguret (près du hameau du même nom).
- Mont Orel 2563m., mont Saint André, 2863 m. mont Tailland 2938 m.
- L'église Saint-André de Saint-André-d'Embrun, classé au titre des monuments historiques[23].
- Chapelle de la Pinée.
- Chapelle Sainte-Marguerite des Bleins.
- Chapelle Saint-Jean-Baptiste du Villard.
- Chapelle Saint-Philippe-et-Saint-Jacques des Rauffes.
- Chapelle Saint-Roch de Siguret.
- Chapelle de Pra Leydon de Saint-André d'Embrun.
- Le musée rural.

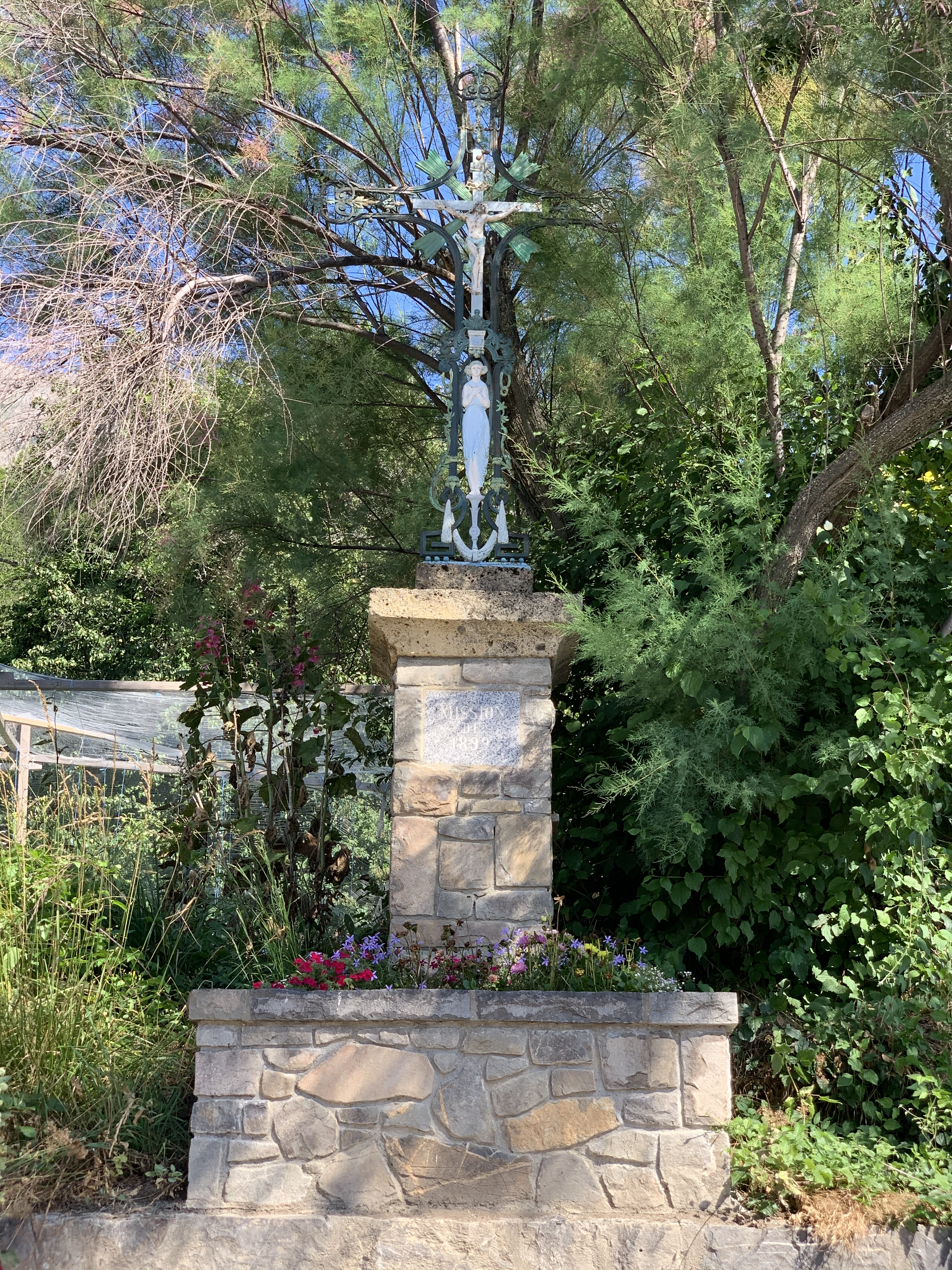
Croix de mission à Saint-André-d'Embrun (1899).
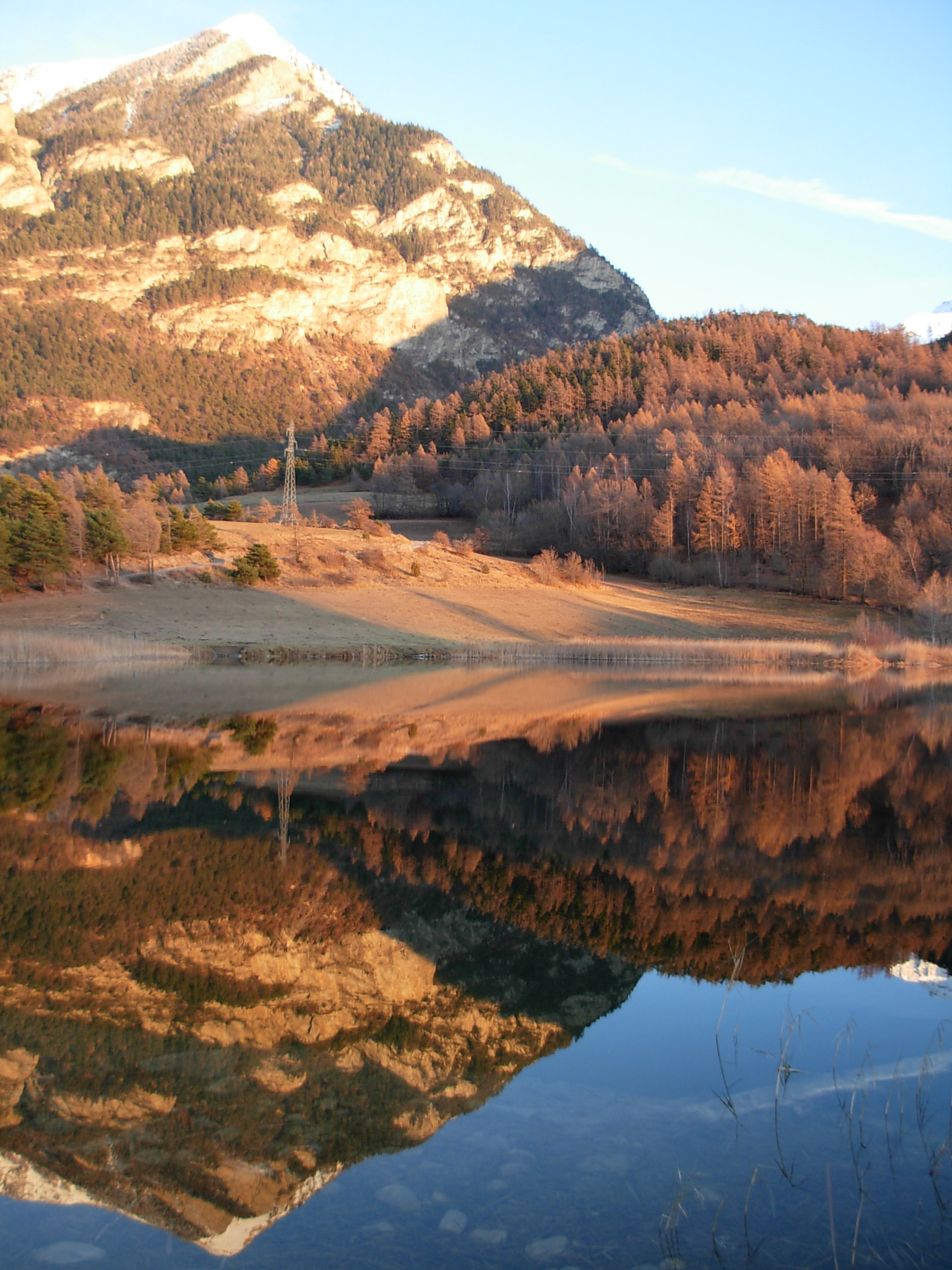
Lac de Siguret.
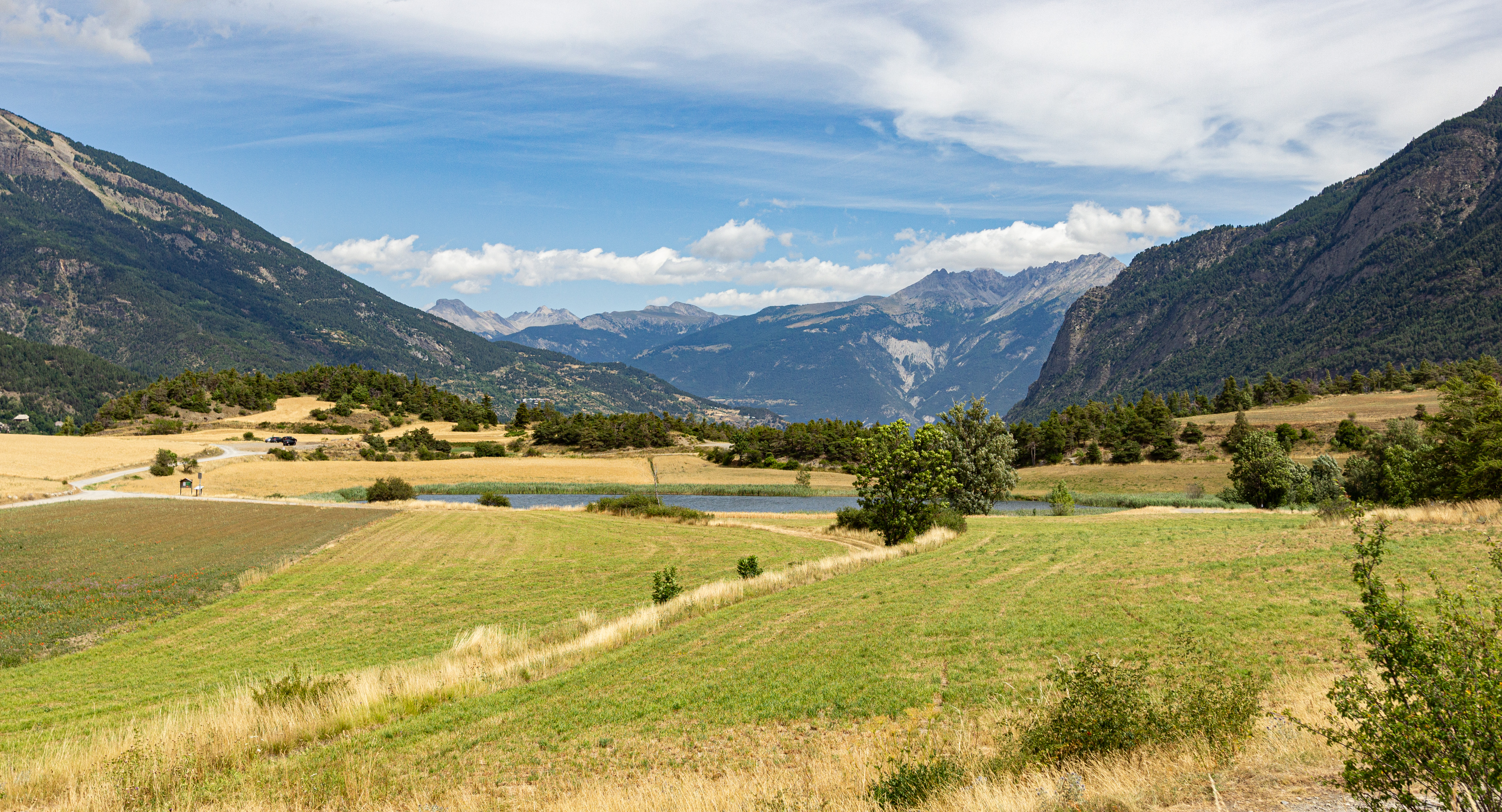
Lac de Siguret depuis la Chapelle Saint-Roch
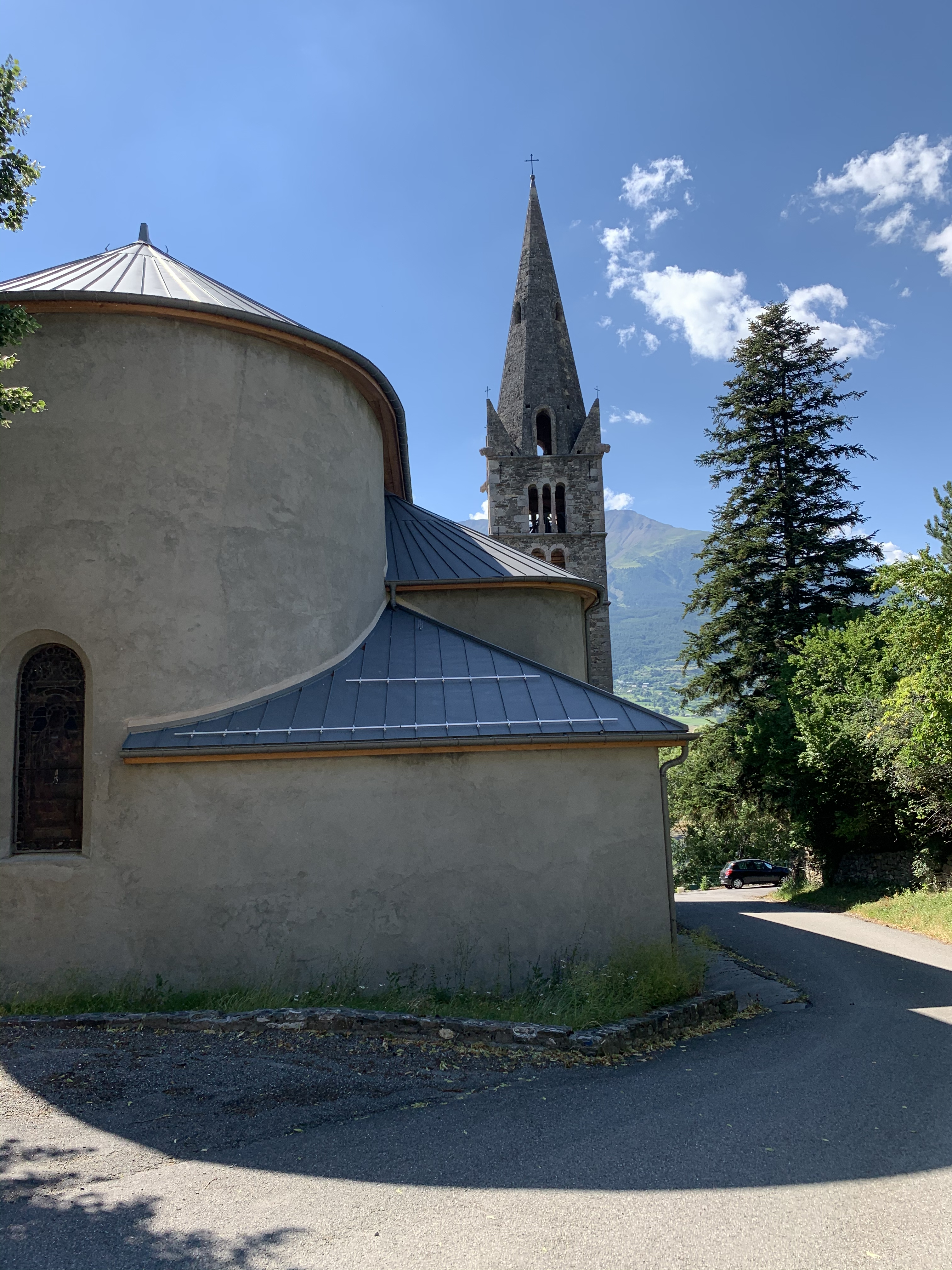
Église Saint-André de Saint-André-d'Embrun.
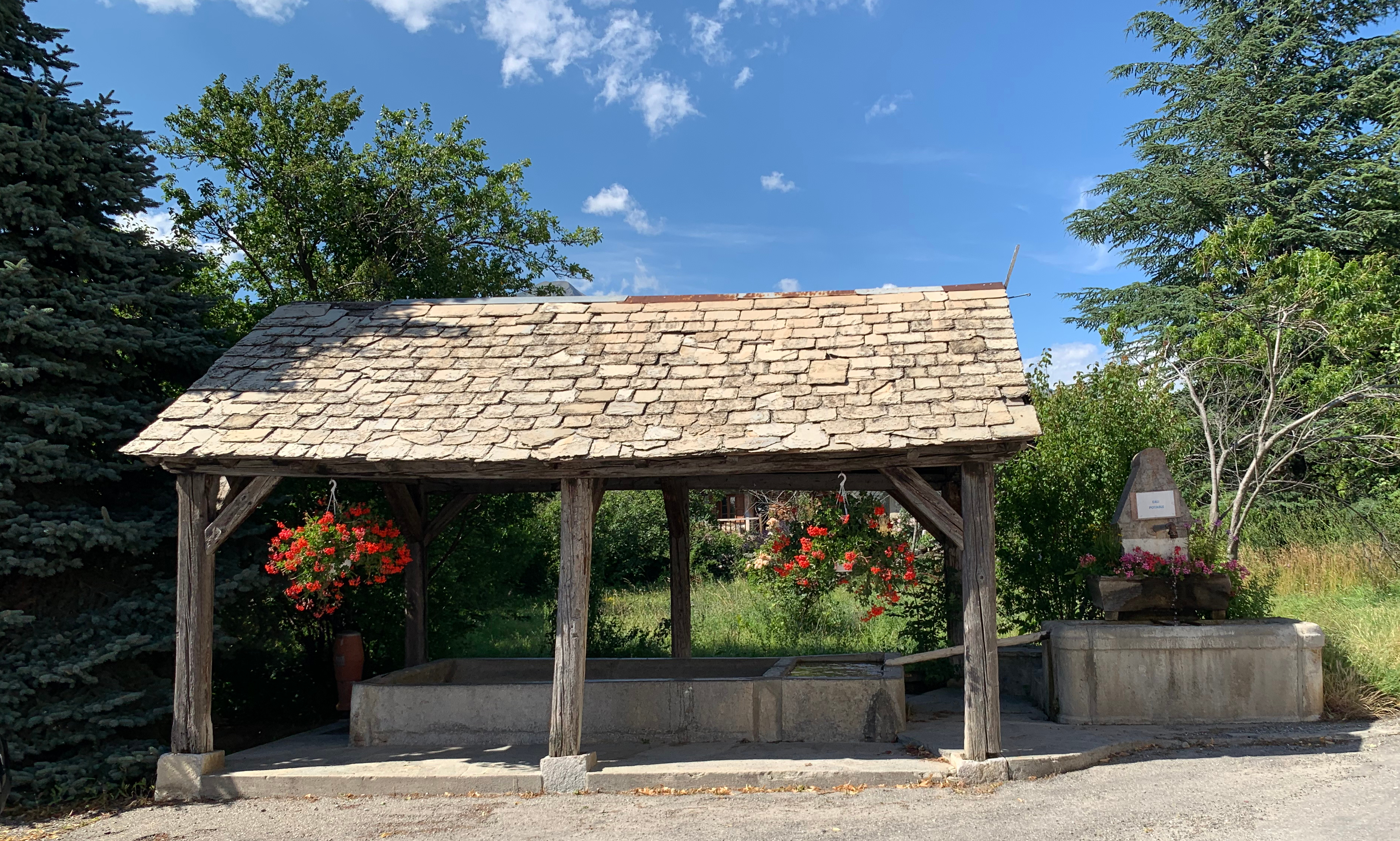
Lavoir et fontaine à Saint-André-d'Embrun.
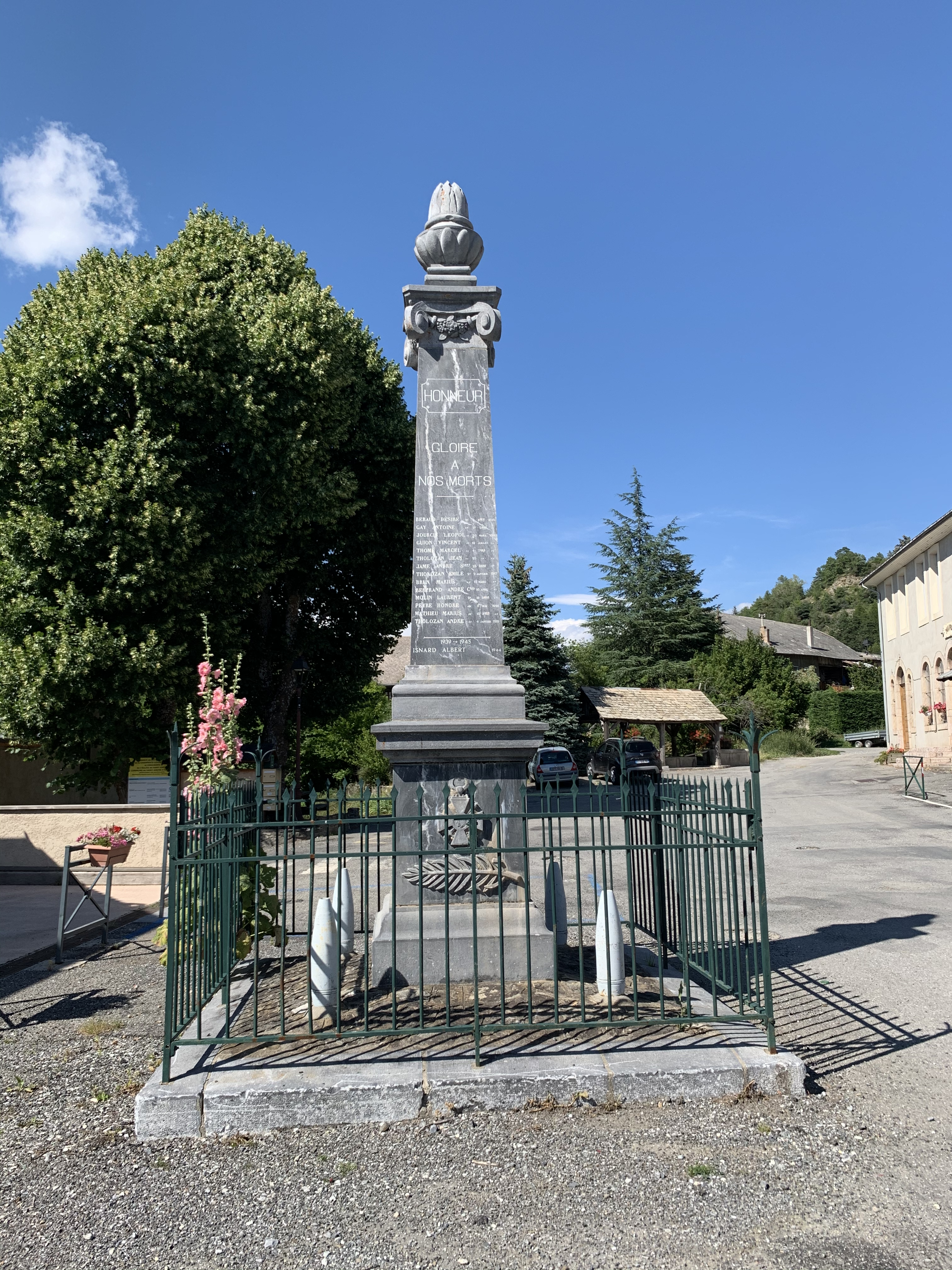
Monument aux morts de Saint-André-d'Embrun (1921).
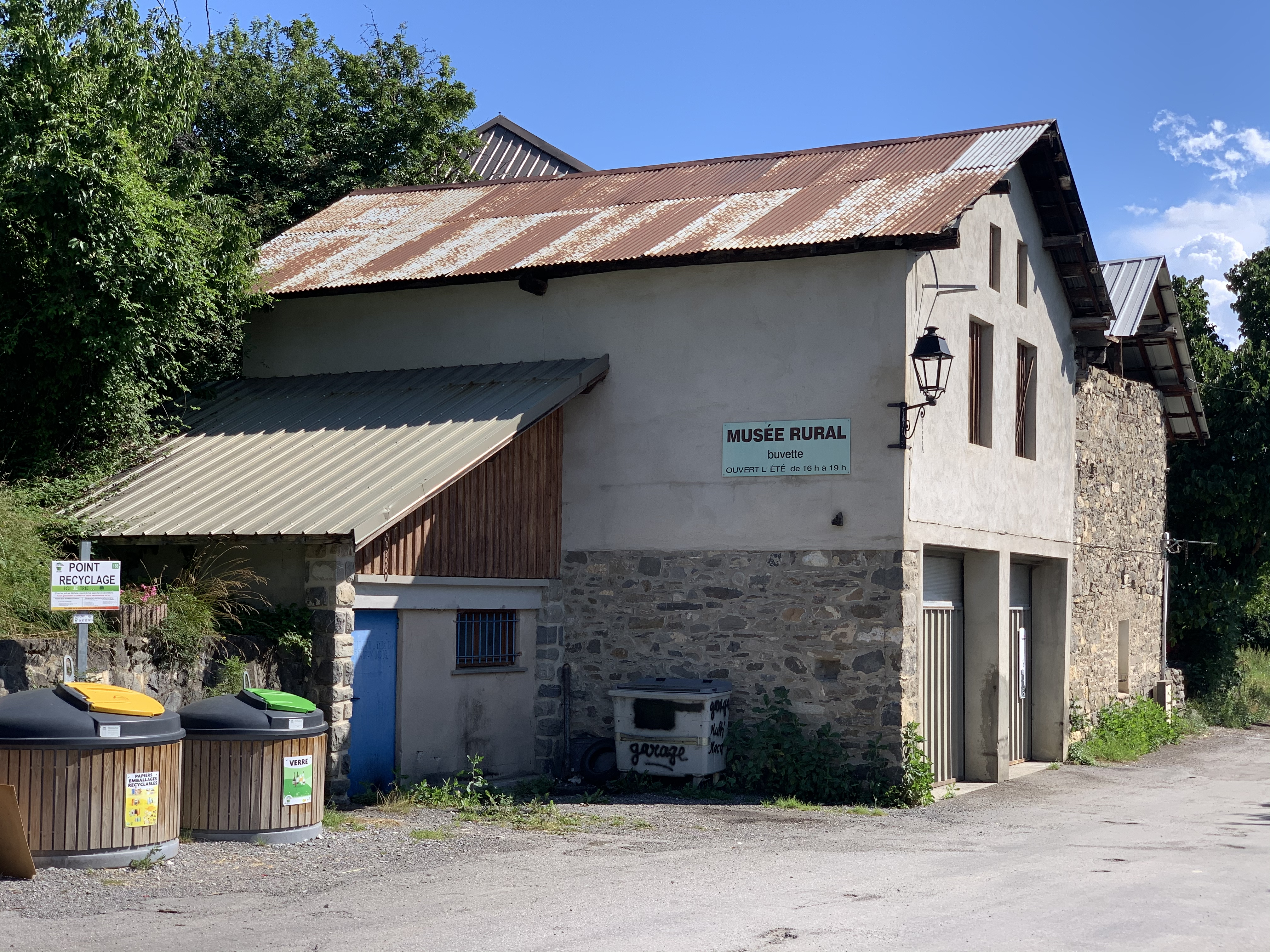
Musée rural à Saint-André-d'Embrun.

### Héraldique
| Blason de Saint-André-d'Embrun | Blason  | Tranché : au 1er d'argent au dauphin contourné d'azur crêté, barbé, loré, peautré et oreillé de gueules en chef et au flanchis du même en pointe, rangés en bande, au 2e d'or au mélèze de sinople en chef et à l'agneau burel contourné au naturel (brun) paissant en pointe, rangés en bande. |
| Blason de Saint-André-d'Embrun | Détails | Le statut officiel du blason reste à déterminer. |